# 沈穆夫
沈穆夫（4世紀—399年），字彦和，吳興郡武康縣人，東晉人。在隆安三年（399年）孫恩之亂時做過孫恩的前部參軍，並於同年因為孫恩敗於晉軍而被捕處死。

## 經歷
祖父是沈賀，父親是沈警，吳興沈氏是一個代代相傳商人家族，家境富裕。年輕時跟父親一樣愛好學問，學通春秋左氏傳。在王恭門下擔任前軍主簿的工作。
399年（隆安3年），孫恩在會稽郡叛亂，沈穆夫作為孫恩門下的前部参軍、振武将軍、余姚縣令等職。
399年（隆安3年）12月，孫恩被劉牢之擊敗，在後來追究相關責任時，被捕處死。

## 子女
- 沈淵子（381年 - 415年，字敬深。）
- 沈雲子（晋安郡太守）
- 沈田子
- 沈林子
- 沈虔子